# Huara pudica
Huara pudica là một loài nhện trong họ Amphinectidae. Loài này phân bố ở New Zealand.